# Золотаревка (Кобелякский район)
Золотаревка (укр. Золотарівка) — село,
Золотаревский сельский совет,
Кобелякский район,
Полтавская область,
Украина.
Код КОАТУУ — 5321882201. Население по переписи 2001 года составляло 122 человека.
Является административным центром Золотаревский сельский совета, в который, кроме того, входят сёла
Галагуровка,
Ганжевка,
Медяновка и
Ухановка.

## Географическое положение
Село Золотаревка находится на правом берегу реки Кобелячка,
выше по течению на расстоянии в 2,5 км расположено село Драбиновка,
ниже по течению на расстоянии в 1,5 км расположено село Медяновка,
на противоположном берегу — село Колесниковка.